# 劉孜 (景泰進士)
劉孜（1425年—？），字師侃，福建漳州府龍溪縣人，軍籍，明朝政治人物。同進士出身。

## 生平
景泰元年（1450年）庚午科福建鄉試第三名舉人。景泰五年（1454年）甲戌科會試第二百九十三名舉人，殿試登進士第三甲第一百四十六名。

## 家族
曾祖劉廷高。祖父劉蕙。父劉孟麟。